# Агеев, Михаил Андреевич
Михаил Андреевич Агеев (род. 22 апреля 2000, Волжский, Волгоградская область) — российский футболист, нападающий клуба «Металлург Липецк».

## Клубная карьера
С 2019 года начал выступать за фарм-клуб «Локомотив-Казанка» в первенстве ПФЛ. Дебют состоялся 5 апреля 2019 года в игре с «Чертаново-2», в которой Агеев появился на поле после перерыва вместо Романа Тугарева, а в компенсированное ко второму тайму время забил гол, установив окончательный счёт 5:2 в пользу своей команды.
Летом 2020 года начал попадать в заявку главной команды на матчи чемпионата России. 11 августа дебютировал за «Локомотив» в Премьер-лиге. В матче с «Рубином» появился на поле в конце встречи, заменив Фёдора Смолова.
15 июня 2021 года перешел в ФК «Урал».
1 июля 2022 года отправился в аренду в астраханский «Волгарь» где сыграл 13 матчей и забил 1 гол московскому «Велес».
15 февраля 2023 года Михаил вернулся из аренды в «Урал».
1 июля 2023 года Агеев переходит в «Урал-2» и 12 сентября того же года перешёл в волгоградский «Ротор». В клубе он забил 1 мяч и провел 9 матчей в осенней фазе Второй лиги, и 6 матчей в весенней фазе. В плей офф на выход Михаил забил 1 гол в первом матче, во втором отдал 2 голевые передачи на Сафронова.
В сезоне 24/25 Агеев сыграл 16 матчей в Первой лиге и забил 1 гол и отдал голевую передачу в Кубке России.
16 февраля 2025 года Михаил перешел в «Металлург Липецк» как свободный агент.

## Карьера в сборных
Выступал за юношеские сборные России различных возрастов.

## Статистика выступлений

### Клубная статистика
| Выступление       | Выступление      | Выступление      | Лига | Лига | Кубки | Кубки | Конт. кубки | Конт. кубки | Итого | Итого |
| Клуб              | Лига             | Сезон            | Игры | Голы | Игры  | Голы  | Игры        | Голы        | Игры  | Голы  |
| ----------------- | ---------------- | ---------------- | ---- | ---- | ----- | ----- | ----------- | ----------- | ----- | ----- |
| Локомотив-Казанка | ПФЛ              | 2018/19          | 7    | 4    | 0     | 0     | 0           | 0           | 7     | 4     |
| Локомотив-Казанка | ПФЛ              | 2019/20          | 16   | 1    | 0     | 0     | 0           | 0           | 16    | 1     |
| Локомотив-Казанка | ПФЛ              | 2020/21          | 1    | 0    | 0     | 0     | 0           | 0           | 1     | 0     |
| Локомотив-Казанка | Итого            | Итого            | 24   | 5    | 0     | 0     | 0           | 0           | 24    | 5     |
| Локомотив         | Премьер-лига     | 2020/21          | 1    | 0    | 0     | 0     | 0           | 0           | 1     | 0     |
| Локомотив         | Итого            | Итого            | 1    | 0    | 0     | 0     | 0           | 0           | 1     | 0     |
| Всего за карьеру  | Всего за карьеру | Всего за карьеру | 25   | 5    | 0     | 0     | 0           | 0           | 25    | 5     |